# Arrondissement Emden
Das Arrondissement d'Emden (deutsch: Arrondissement Emden) war eine von drei Verwaltungseinheiten im Département Ems-Oriental. Das Arrondissement war vom 1. Januar 1811 bis zum 11. April 1814 Teil des Französischen Kaiserreichs.

## Geschichte
Nach der Schlacht bei Jena und Auerstedt (1806) und dem daraufhin erfolgten Frieden von Tilsit (1807) ging Ostfriesland zunächst an Frankreich und wurde im März 1808 an das unter der Regentschaft von Napoleons Bruder Louis Bonaparte stehende Königreich Holland abgetreten. 1810 kam es als Département Ems-Oriental (Ost-Ems) unmittelbar zum französischen Kaiserreich.
Während der Niederländischen Herrschaft bestanden weiterhin die Regierung sowie die Kriegs- und Domänenkammer als oberste Verwaltungsorgane sowie die zehn Ämter und zwölf Herrlichkeiten als Untergliederung Ostfrieslands. Nachdem das französische Kaiserreich am 9. Juli 1810 das Königreich Holland annektiert hatte, führte es eine Verwaltungsreform durch. Es löste die Ämter und Herrlichkeiten auf. An ihre Stelle traten die Arrondissements. An der Spitze stand jeweils ein Unterpräfekt. Daneben gab es je elf Arrondissementräte. Das Emder Arrondissement bildeten die Franzosen aus der Stadt Emden sowie den alten Ämtern Pewsum, Greetsiel, Leer und Stickhausen. Es gliederte sich fortan in die Kantone Emden, Leer, Oldersum, Pewsum und Stickhausen.
Nach der Niederlage Napoleons und dem Zusammenbruch seiner Herrschaft zogen in den Jahren 1813 bis 1815 erneut die Preußen ein. Ostfriesische Soldaten nahmen an den Schlachten von Ligny und Belle-Alliance (Waterloo) teil. Die Hoffnungen, preußisch zu bleiben, wurden jedoch durch den Wiener Kongress 1814/15 enttäuscht. Preußen musste Ostfriesland an das Königreich Hannover abtreten.

## Verwaltungsgliederung
Das Arrondissement Emden gliederte sich in fünf Kantone, die in Mairien (Bürgermeistereien) untergliedert waren:
| Kanton      | Mairien (Bürgermeistereien)                                                                                             |
| ----------- | --- |
| Emden       | Emden |
| Leer        | Leer, Driever, Ihrhove, Neermoor, Steenfelde, Veenhusen, Völlen                                                         |
| Oldersum    | Oldersum, Canum, Hinte, Larrelt, Loppersum, Petkum, Rorichum, Simonswolde, Wybelsum, Wolthusen                          |
| Pewsum      | Pewsum, Borkum, Eilsum, Greetsiel, Grimersum, Groothusen, Hamswehrum, Loquard, Manslagt, Rysum, Uttum, Visquard, Wirdum |
| Stickhausen | Amdorf, Backemoor, Collinghorst, Detern, Filsum, Hesel, Holtland, Loga, Nortmoor, Potshausen, Rhaude, Uplengen          |